# Volley Star (romanzo)
Volley Star è il primo romanzo per ragazzi della serie dedicata alla pallavolo omonima, scritta da Luca Azzolini e pubblicata nel 2014.
Il 6 ottobre 2015 dal romanzo Volley Star viene tratta una serie di romanzi spin-off, scritta dalla giornalista Lia Celi.

## Trama
Quando si trasferisce nella grande e caotica Milano assieme alla sua famiglia, Vicky, una ragazzina di undici anni, amante dello sport e della vita all'aria aperta, si trova completamente spaesata. Sarà il suono di un pallone che rimbalza contro una parete a cambiarle la vita! Incontra proprio così cinque ragazze e la loro allenatrice: le Coccinelle, è questo il nome stampato sulle divise che indossano. Sono una squadra di pallavolo che sta cercando la sesta giocatrice per iscriversi al torneo scolastico. Vicky ha sempre amato molto la pallavolo, e il suo entusiasmo è travolgente: vuole quel posto in squadra a ogni costo. Ma la strada per diventare un'abile giocatrice è lunga e costellata d'imprevisti. 
A scuola, infatti, si allenano anche le Talent capitanate dalla perfida Sofia, che non vuole avere rivali in circolazione, e nemmeno a casa le cose vanno meglio. Il padre di Vicky, Sergio, un noto giornalista sportivo, sembra da subito molto contrariato. Non vuole che Vicky giochi a pallavolo e fa di tutto per ostacolarla, costringendola ad allenarsi di nascosto. Sarà proprio durante uno di questi allenamenti segreti che nella vita di Vicky entrerà il misterioso e taciturno Nicola. Alto, atletico, abile nel basket… una schiacciata con troppa energia li fa incontrare a bordocampo. 
Nico, come lo chiamano gli amici, sembra davvero il ragazzo perfetto per Vicky, non fosse per quell'aria scontrosa e misteriosa che lo circonda, e che lo fa sembrare impenetrabile come il muro di una squadra avversaria. L'amicizia tra Vicky e Nicola, colorandosi d'amore, darà a Vicky la forza necessaria per affrontare gli allenamenti, i misteriosi silenzi di suo padre Sergio, e la sfida contro le temibili Talent.

## Traduzioni
Nell'ottobre 2015 il romanzo è stato tradotto in lingua ungherese col titolo Két szív a pályán, dall'editore Alexandra Kiadó.

## Edizioni
- Luca Azzolini, Volley Star, Piemme Edizioni, 2014,  pp. 270, ISBN 9788856635478.

## Edizioni spin-off
- Lia Celi, Volley Star: Pallavolo, che passione!, Piemme Il battello a vapore. Volley Star, 2015,  pp. 144, ISBN 9788856647709.
- Lia Celi, Volley Star: Una fuoriclasse in campo, Piemme Il battello a vapore. Volley Star, 2015,  pp. 133, ISBN 9788856647716.